# Вернер фон Ердманнсдорфф
Генріх Вернер Бернгард фон Ердманнсдорфф (нім. Heinrich Werner Bernhard von Erdmannsdorff; 26 липня 1891, Бауцен — 5 червня 1945, Лайбах) — німецький воєначальник, генерал піхоти вермахту. Кавалер Лицарського хреста Залізного хреста.

## Біографія

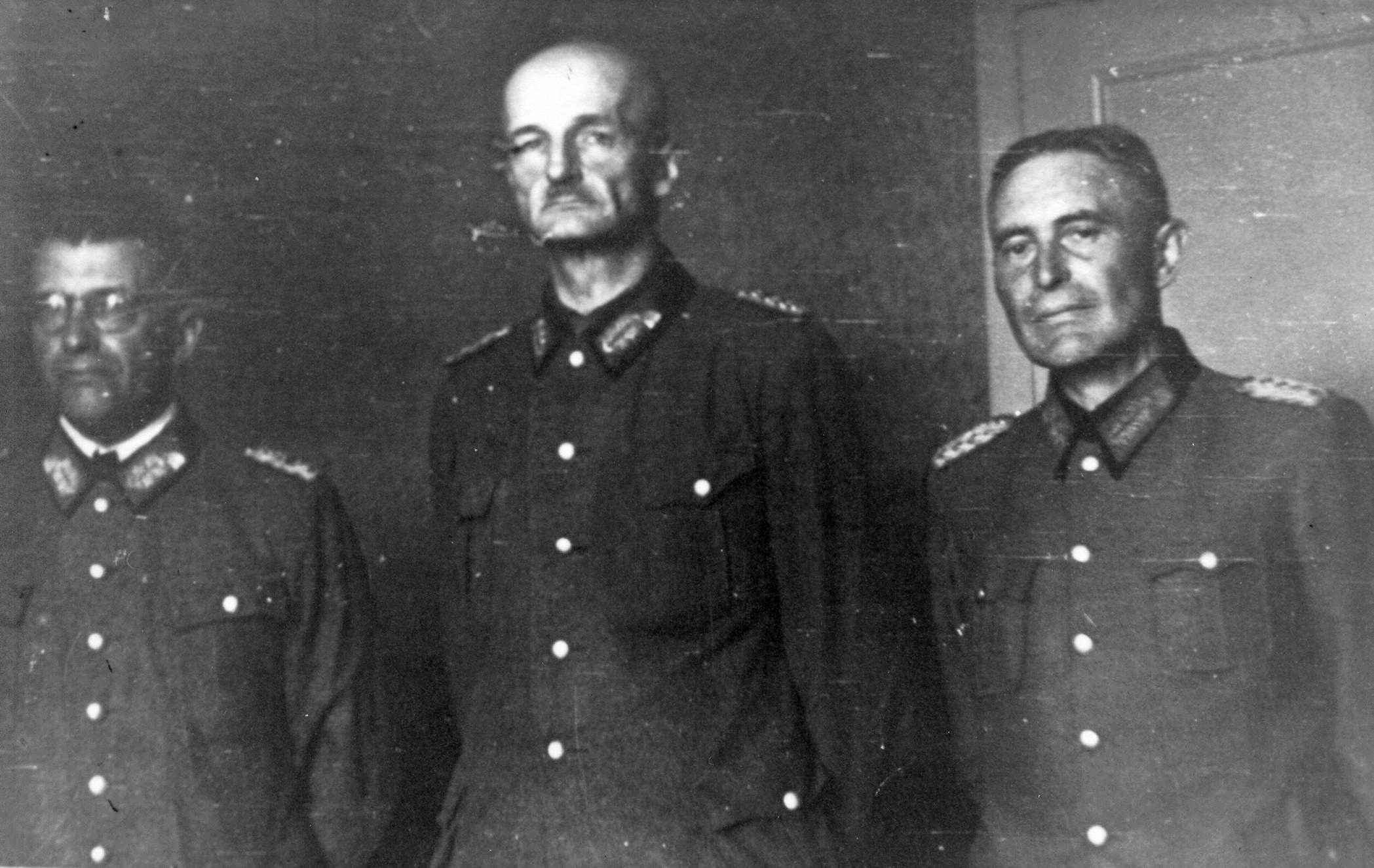
Зліва направо: Фрідріх Штефан, Вернер фон Ерманнсдорфф і Гайнц Каттнер в полоні (1945).

Представник давнього саксонського роду. Син ротмістра Саксонської армії Генріха фон Ердманнсдорффа і його дружини Гертруди, уродженої фон Шенберг. Старший брат генерал-майора Готтфріда фон Ердманнсдорффа.
Учасник Першої світової війни. Після демобілізації армії залишений у рейхсвері. З 15 грудня 1941 по 9 серпня 1943 року — командир 18-ї моторизованої (з 23 червня 1943 року — панцергренадерської дивізії). З 9 жовтня 1944 року — командир 91-го армійського корпусу. Потрапив у полон до югославських партизан і 5 червня 1945 року розстріляний без суду і слідства разом із Густавом Феном, Фрідріхом Штефаном і Гайнцем Каттнером.

## Нагороди
- Залізний хрест 2-го класу (10 вересня 1914)
- Почесний хрест (Ройсс) 3-го класу з мечами (16 грудня 1914)
- Орден Альберта (Саксонія), лицарський хрест 2-го класу з мечами (17 липня 1915)
- Орден «За заслуги» (Баварія) 4-го класу з мечами (8 січня 1916)
- Орден Заслуг (Саксонія), лицарський хрест 2-го класу з мечами (26 січня 1916)
- Хрест «За військові заслуги» (Ройсс) (15 квітня 1916)
- Хрест «За військові заслуги» (Австро-Угорщина) 3-го класу з військовою відзнакою (17 серпня 1917)
- Залізний хрест 1-го класу (30 березня 1918)
- Військовий орден Святого Генріха, лицарський хрест (6 вересня 1917)
- Нагрудний знак «За поранення» в сріблі (21 липня 1918)
- Почесний хрест ветерана війни з мечами (23 лютого 1935)
- Медаль «За вислугу років у Вермахті» 4-го, 3-го, 2-го і 1-го класу (25 років) (2 жовтня 1936) — отримав 4 медалі одночасно.
- Застібка до Залізного хреста
  - 2-го класу (22 вересня 1939)
  - 1-го класу (2 жовтня 1939)
- Німецький хрест в золоті (16 листопада 1941) — як оберст і командир 30-го моторизованого піхотного полку 18-ї піхотної дивізії.
- Лицарський хрест Залізного хреста (8 березня 1942) — як оберст і командир 30-го моторизованого піхотного полку 18-ї піхотної дивізії.
- Медаль «За зимову кампанію на Сході 1941/42» (27 липня 1942)